# Distrito de Misurata
El Distrito de Misurata (en árabe: مصراته‎ Miṣrātah, en árabe libio: Məṣrātah) es uno de los veintidós distritos o shabiya que subdividen políticamente a Libia desde el año 2007. Su ciudad capital es la ciudad de Misurata. Posee costas sobre el mar Mediterráneo.

## Demografía y territorio
Su territorio ocupa una superficie de sólo 2.770 kilómetros cuadrados. Dentro del distrito de Misurata vive una población de unos 550.938 habitantes. Si se consideran los datos anteriores se puede deducir que la densidad poblacional de este distrito es de 198,89 habitantes por kilómetro cuadrado.